# Galileo Galilei Institute for Theoretical Physics
Das Galileo Galilei Institute for Theoretical Physics (Galileo-Galilei-Institut für Theoretische Physik) ist eine Forschungseinrichtung in Florenz-Arcetri. Das Institut widmet sich der theoretischen Physik im allgemeinen Bereich und organisiert kleine, hochrangige Arbeitsgruppen. Es vergibt auch jedes Jahr eine begrenzte Anzahl von exzellenten Postdoc-Stellen, die als GGI Boost Fellow bezeichnet werden.

## Arbeitsgruppen
Jede Arbeitsgruppe hat zum Ziel, spezifische Themen an der Spitze der aktuellen Forschung zu erforschen. Die Gruppen dauern in der Regel 2 bis 3 Monate und ziehen etwa 10 bis 30 Teilnehmer aus der internationalen akademischen Gemeinschaft an, die in dem jeweiligen Fachgebiet aktiv sind. Das Ziel der Arbeitsgruppen ist es, Diskussionen, Ideenaustausch und Zusammenarbeit zwischen den Teilnehmern zu fördern. Wie andere ähnliche Institutionen strebt das Institut danach, bedeutende Ergebnisse in den entsprechenden Forschungsbereichen zu erzielen. Viele Institute für theoretische Physik arbeiten in ähnlichen Richtungen und bieten herausragenden Forschern aus aller Welt langfristige Kooperationsmöglichkeiten. Sie spielen eine aktive und wichtige Rolle in der Entwicklung der theoretischen Physik. Es fehlt jedoch noch eine Einrichtung in Europa, die sich auf die Physik der fundamentalen Wechselwirkungen spezialisiert hat, und das Galileo Galilei Institute füllt diese Lücke. Das Institut wird vom Nationalen Institut für Kernphysik (INFN) Italiens finanziert und von diesem sowie von der Universität Florenz unterstützt. Es befindet sich auf einem historischen Hügel in Arcetri, in der Nähe von Florenz, in der Nähe des Hauses, in dem Galileo Galilei lebte und im Jahr 1642 starb. Das Gebäude gehört der Universität Florenz. Das Institut stützt sich auf Empfehlungen des wissenschaftlichen Komitees für theoretische Physik des INFN, das die Aktivitäten des Instituts nachdrücklich unterstützt. Die INFN-Physiker genießen internationale Anerkennung in der theoretischen Physik und bieten eine produktive und förderliche Umgebung. Die Aktivitäten des Instituts werden gemeinsam von einem wissenschaftlichen Komitee und einem Beratungskomitee organisiert. Darüber hinaus wurde ein Gründungskomitee eingerichtet, das Empfehlungen für wissenschaftliche und verwaltungstechnische Strukturen abgibt und Kriterien für die Bildung des wissenschaftlichen und des Beratungskomitees vorschlägt. Das Gründungskomitee besteht aus David Gross, Giuseppe Marchesini, Alfred Mueller, Giorgio Parisi und Gabriele Veneziano (Vorsitzender).

## Postdocs
Seit 2021 bietet das Galileo Galilei Institute for Theoretical Physics das „GGI Boost Fellow“-Programm an, das jedes Jahr drei bis fünf herausragende Doktoranden weltweit für Postdoc-Forschung finanziert. Das Programm zielt darauf ab, frisch promovierte Physiker anzuziehen, damit sie Forschung im Bereich der „Theorie der fundamentalen Wechselwirkungen“ betreiben können. Im Rahmen dieses Programms werden die Postdocs von der Institutsleitung des Galileo Galilei Institute for Theoretical Physics und externen Mentoren gemeinsam betreut, um wissenschaftliche Aktivitäten durchzuführen.